# Río Skykomish
El río Skykomish es un río en el estado de Washington, Estados Unidos .
Drena el lado occidental de la cordillera de las Cascadas en la parte sureste del condado de Snohomish y en la esquina noreste del condado de King. El río nace 2 km al oeste de Index en la confluencia de los ríos Skykomish de South Fork y North Fork, y desde allí fluye hacia el estrecho de Puget. El río Sultan y el río Wallace desembocan en la ciudad de Sultan. En Monroe forma entonces con el río Snohomish el río Snoqualmie. El río Snohomish  fluye luego a lo largo del valle del río hacia Port Gardner Bay en el Possession Sound (parte del estrecho de Puget).
La corriente principal del río tiene una longitud de 47 km. Con South Fork y el río Tye, sus cabeceras, el río tiene una longitud de 100 km. El área de captación tiene un tamaño de 2160 km².
La Ruta Federal 2 y el ferrocarril BNSF siguen el curso del río Skykomish, el South Fork y el río Tye hasta Stevens Pass y Cascade Tunnel .
El río Skykomish a veces se llama "Sky River" o "The Sky".
Según Fred Beckey, las dos cabeceras tienen aproximadamente el mismo tamaño y ninguna es claramente el curso principal del río Skykomish. Sin embargo, la verdadera fuente del South Fork, en términos de descarga, es el río Rapid, un afluente del río Beckler, que es un afluente del South Fork.
El nombre Skykomish proviene de /sq'íxʷəbš/, que significa 'gente río arriba (que vive)' en el norte de Lushootseed, de /q'íxʷ/, 'río arriba'. Es el nombre de un grupo Salish de la costa sur.

## Río Skykomish del North Fork
Las cabeceras del North Fork se encuentran en Henry M. Jackson Wilderness, cerca de Dishpan Gap, a lo largo del sendero de la Cresta del Pacífico. Fluye como un pequeño río desde las laderas del norte del Skykomish Peak. Si bien no protege el río en sí, el Skykomish Peak protege el Wild Sky Wilderness, los afluentes y los bosques adyacentes al North Fork. El río fluye generalmente hacia el suroeste, desde su nacimiento hasta su desembocadura. Justo antes de llegar al Goblin Creek, el río fluye a través de un cañón corto pero impresionante, donde cae por las cataratas Deer. Poco después, el río fluye a través de un cañón aún más corto pero tortuoso y de forma interesante en las cataratas Bear Creek.
Afluentes del North Fork:
- Arroyo Pass: desemboca en Cady Pass.
- Arroyo Quartz: proviene de Monte Cristo Peak, desemboca en Curry Gap.
- Arroyo Goblin: proviene del Pico Montecristo.
- Arroyo del oeste de Cady
- Arroyo Troublesome: viene, a través de Blance Lake, desde Monte Cristo Peak para desembocar en North Fork justo antes de las cataratas Bear Creek.
- Arroyo Silver: nace cerca de Silvertip Mountain y Poodle Dog Pass, fluye a través de Mineral City y se une a North Fork justo antes de Gelena (primera ruta al distrito minero de Monte Cristo; Mineral City y Galena eran pueblos mineros).
- Arroyo Salmon: desemboca en North Form justo después de Galena.

## Río Skykomish del South Fork
El South Fork comienza al este de Skykomish en la confluencia del río Tye y el río Foss. A partir de este punto, el río fluye en dirección noroeste. Cerca del límite este de Skykomish, el río Beckler y, al oeste, el río Miller desembocan en el South Fork. Justo antes de unirse con North Fork, caen las cataratas Eagle, luego las cataratas Canyon y las cataratas Sunset .
Afluentes del South Fork:
- Río Beckler: desemboca en South Fork justo después de la fuente.
  - río rápido
- Río Miller: fluye desde el río Miller hacia South Fork.
- Arroyo Money: se une a South Fork cerca de Grotto.
- Arroyo Index: se une a South Fork cerca de Baring .
- Arroyo Barclay

## Historia
En la década de 1890, se construyó el Great Northern Railway a lo largo del río Skykomish, South Fork y río Tye para cruzar las cascadas a través del Stevens Pass. Hoy, la línea es propiedad del ferrocarril BNSF y se conoce como Burlington Northern Railroad desde 1970-1995. Stevens Pass lleva el nombre del gran agrimensor del norte, John Frank Stevens. Se construyeron dos túneles ferroviarios, ambos llamados Cascade Tunnel, en Stevens Pass. El primero fue construido justo al norte del paso. Fue reemplazado en 1929 por el nuevo Cascade Tunnel, que con 12,6 km fue el túnel ferroviario más largo de América del Norte durante casi 60 años siendo además el más largo de los Estados Unidos. El nuevo Cascade Tunnel está ubicado a unas pocas millas al sur de Stevens Pass. Su entrada occidental está cerca de la confluencia del arroyo Tunnel y del río Tye. Una pequeña cantidad de agua sale de ambos túneles hacia el río Tye. Un monumento cerca de Scenic, en el río Tye, detalla la historia del área y el ferrocarril. El monumento fue erigido cerca del sitio de una de las mayores tragedias ferroviarias en la historia de Estados Unidos.

## Renaturalización
El río Skykomish se utiliza para el rafting y el kayak . Tiene rápidos de clase III a IV+.

## Cataratas
En el río North Fork Skykomish:
- Cataratas Deer
- Cataratas Bear Creek

En el río South Fork Skykomish:
- Cataratas Eagle
- Cataratas Canyon
- Cataratas Sunset